# Harry van der Kamp
Harry van der Kamp   (Kampen, 1947) és un baix holandès d'òpera i concert. Principalment actiu en representacions històricament informades, va fundar el "Gesualdo Ensemble". També és professor de cant en una acadèmia.

## Carrera de cant
Nascut a Kampen, van der Kamp va estudiar primer dret i psicologia a Amsterdam. Després va estudiar cant amb Elizabeth Cooymans i Max van Egmond al Conservatori d'"Amsterdam Sweelinck".

Ha treballat principalment en música antiga i barroca, incloent òpera barroca de compositors com Francesco Cavalli, Stefano Landi, Antonio Cesti, Henry Purcell, Jean-Philippe Rameau, Reinhard Keiser i George Frideric Handel. Va cantar amb l'"Òpera Nederlandse" en les òperes L'Orfeo i L'incoronazione di Poppea de Monteverdi, i també a Rêves d'un Marco Polo de Claude Vivier. Bernard Holland va descriure la seva aparició el 1996 com Zoroastro a lOrlando de Händel amb Les Arts Florissants, dirigit per William Christie, al New York Times:
| « | <"Harry van der Kamp és l'únic home que gestiona les àries baixes de Zoroastro amb una claredat i una claredat agradables".> | » |

Va enregistrar diverses cantates de Bach i la missa en si menor amb Gustav Leonhardt. En una gravació de la Passió de Sant Joan de Bach amb Sigiswald Kuijken, va aparèixer juntament amb el seu professor Max van Egmond i Christoph Prégardien com a evangelista. El 1996 va enregistrar la Passió de Sant Mateu de Bach amb Frans Brüggen i l'Orquestra del segle xviii en una actuació en directe al castell de Vredenburg, juntament amb Nico van der Meel (Evangelista), Kristinn Sigmundsson (Jesús), María Cristina Kiehr, Ian Bostridge i Peter Kooy, entre d'altres. Va actuar regularment amb el cor "Junge Kantorei" a l'abadia d'Eberbach, al Vespro della Beata Vergine de Monteverdi el 1978, al El Messies de Haendel el 1979, a la Passió de Sant Mateu de Bach el 1981 i 1985 i a la Missa en si menor el 1983.
Ha treballat amb conjunts com el "Hilliard Ensemble", la "Musica Antiqua Köln" o "Les Arts Florissants". Amb el "Huelgas Ensemble" va enregistrar obres de Matteo da Perugia. El 1984 va fundar el "Gesualdo Consort Amsterdam" per interpretar madrigals dels segles xvi i xvii, de compositors com Carlo Gesualdo, Emilio de' Cavalieri i Scipione Lacorcia, i també música del segle xx.
Van der Kamp i el "Gesualdo Consort" van completar Het Sweelinck Monument, un primer enregistrament complet de les obres vocals de Jan Pieterszoon Sweelinck en 17 CDs a l'octubre del 2010. L'enregistrament va ser guardonat amb el "Klassieke Muziekprijs 2010". La reina Beatriu dels Països Baixos va estar present a l'acte commemoratiu a l'"Oude Kerk van Amsterdam" el 20 d'octubre de 2010, i Van der Kamp va ser nomenat Ridder a l'"Orde van de Nederlandse Leeuw".

## Carrera docent
El 1994 Harry van der Kamp va ser nomenat professor de la "Hochschule für Künste Bremen". Ha estat ensenyant al "Stiftung Kloster Michaelstein".